# 小行星4701
小行星4701（英語：4701 Milani）是一颗围绕太阳公转的小行星。1986年11月6日，愛德華·鮑威爾在可可尼诺县发现了此天体。
这颗小行星的绝对星等为288.83965等。